# Yoshimi Nishida
Pour les articles homonymes, voir Nishida.
Yoshimi Nishida (西田 祥実, Nishida Yoshimi) (1er mars 1892 - 21 février 1944) est un général de l'armée impériale japonaise pendant la Seconde Guerre mondiale.

## Biographie
Yoshimi Nishida est né le 1er mars 1892 dans la préfecture de Kōchi, au Japon. Il est diplômé de l'académie de l'Armée impériale japonaise de la 25e classe le 26 mai 1913 et promu au rang de premier lieutenant le 25 décembre de la même année. Il gravit régulièrement les échelons dans les années 1920 et 1930, devenant capitaine et commandant adjoint du 41e régiment d'infanterie en 1923, commandant en 1930, commandant du 25e régiment d'infanterie en 1932 et lieutenant-colonel en 1935.
Nishida est affecté à l'armée expéditionnaire de Chine centrale en février 1938 et promu colonel en juillet de la même année. En mars 1939, il reçoit le commandement du 223e régiment d'infanterie. Il fut muté au Japon en 1940 et chargé de commander le régiment de Kyoto.
Nishida est promu au rang de major-général le 1er août 1942 et se voit confier le commandement du 3e régiment de défense indépendant, une force de réserve. Alors que la situation de guerre se détériore de plus en plus, il est rappelé au combat et affecté à la 1re brigade amphibie, principale force de défense de l'île d'Eniwetok, dans les îles Marshall. La brigade était mal entraînée et peu habituée aux tropiques. Elle se composait initialement de 3 940 hommes, abaissée à 2 586 hommes à la suite de la perte du ravitailleur Aikoku Maru lors de l'opération Hailstone en février 1944. Ils furent par la suite renforcés par du personnel de l'aviation, des employés civils et des ouvriers. La plupart étaient stationnés sur l'île Parry, où Nishida établit son quartier général.
Nishida avait érigé plusieurs positions défensives pour tenir les Américains à distance, mais la petite taille de l'île rendait les défenses en profondeur quasi impossibles. Avec le soutien de l'artillerie navale des cuirassés USS Tennessee et USS Pennsylvania, les US Marines prirent d'assaut l'île de Parry le 22 février 1944, les unités japonaises aux défenses désorganisées par le bombardement n'offrirent qu'une résistance désespérée. Nishida reçut à titre posthume l'Ordre du Milan d'or de 4e classe et fut promu lieutenant-général.